# 軒轅劍·蒼之曜
《軒轅劍·蒼之曜》（日语：軒轅剣・蒼き曜）是由日本東京電視台和臺灣大宇資訊及智寶國際聯合製作的電視動畫，是《軒轅劍》系列首部動畫化作品，於2018年10月1日起在日本播放，共13集。《軒轅劍·蒼之曜》是以《軒轅劍外傳 蒼之濤》的世界觀為基礎衍生的全新原創故事內容。

## 故事背景
故事改篇自2004年電子遊戲《軒轅劍外傳 蒼之濤》，講述掌管天下命運的上古十大神器「太一輪」被刻上「太白剋太辰」，令太白帝國迅速崛起，統治整個神州大地，並大量生產「機關獸」侵略鄰近地區，意圖吞併整個世界（相當於遊戲作品中「太一輪」被刻下「秦剋晉」所產生的「七曜使者」時空）。
故事時間設定為「太白曆」99年，當時太白帝國全國各地均持續出現反抗軍與帝國軍戰鬥，在帝國軍的「機關獸」面前，一名反抗軍少女手持「軒轅劍」挺身而出，參與抵抗運動；與此同時，太白帝國的一名少年奴隸擁有機關師天賦，被皇帝重用，進入帝國高層核心，但該名少年卻是少女小時的青梅竹馬。

## 登場角色

### 主角
苻殷（聲：水樹奈奈（日本））
本作主角，十四歲女性，異民族，原本和蒲釗作為青梅竹馬，喜歡蒲釗。但自從三年前的戰亂中失散後，一直照料着失去雙臂的妺妹，兩人在各村賣藝為生。在一次因妖怪化蛇襲擊中途誤跌入古宅內（實為四百年前車家的木甲工房遺跡），在古井中無意取得神秘竹簡「天書」，從此被捲入只有作為「天命」的宿命而戰。
為木系黑火鎧甲的持有者。
後來在征天內部和寧一戰後兩敗俱傷，後情急下為救雙腳被壓的寧而解開了軒轅劍的封印，軒轅劍亦因此而失去跡影。最後與釗和寧三人駕駛着「雲狐」逃出了征天大型要塞。
結尾與身穿黑火鎧甲的戰友們一起成為了民間中的平民所流傳着的「七曜使者」。
在遊戲《蒼之濤》中為「七曜使者」之一（木曜使者），亦為遊戲主角車芸的後世。
苻寧（聲：釘宮理惠（日本））
十三歲女性，異民族，原本和蒲釗作為青梅竹馬，喜歡蒲釗，苻殷的妹妹，在三年前戰亂中遭帝國軍士兵斬去雙臂後，一直依靠姊姊一起在神州各村進行賣藝討活着。
在得到雲的幫助後取得木甲義肢，除了對於行動更為便利外，與太白兵周旋之際無意中發現內部更有戰鬥功能。
由於初期極度討厭太白帝國，殺盡了太白士兵因而成為通緝對象之一。
在雲的囗中得知苻殷前世為車芸。
惟在故事中段和姊姊苻殷的想法相違，跟隨蒲釗偷進太白帝國宮裡，因為知道蒲釗為太白做事，內心一度處於矛盾之間。
後段被皇帝龍澄發現，判處以水滴刑（古時酷刑）之苦，由於水滴刑的巨大壓力弄至心理崩潰，打從心底面對殷的意識轉成痛恨，因而視殷為仇人。
一次機遇殺死了刺客，被皇帝龍澄知道首飾的事而加以控制之，表面為朋友實則利用作為“新玩具”而存活，吩咐蒲釗修理“她”，為初期機關臂實驗者。
後來在征天內部和殷一戰後兩敗俱傷，反省自己的行為後而殷和好，兩人「冰釋前嫌」 。
結尾和蒲釗、雲狐一同生活。
蒲釗（聲：松岡禎丞（日本））
十七歲男性，異民族，原本與苻殷姊妹作為青梅竹馬玩伴而共同生活，喜歡苻殷。在三年前戰亂中遭帝國軍士兵捉去成為銅木奴隸，從此無法睡眠且過目不忘。在作為銅木奴隸期間，於夜晚不斷學習研究機關術途中與一名神秘女孩相遇，談話之間因神秘女孩知道蒲釗和青梅竹馬已死一事而想代為其相稱，然後因為年紀問題轉改為哥哥相稱，至墨衡叛逃出走事件後而被夜巡的一名太白兵留難，混亂中為解救神秘女孩而被打暈，醒來後接受皇帝判決，始發現神秘女孩身份為女皇帝，被女皇龍澄以發現其天賦理由賜封，獲女皇龍澄任命為機關師，及賜予「五大夫」爵位。太白帝國「上將軍」。
在反抗軍的埋伏陷阱中因成功殲滅敵軍有功，獲女皇再升二級，賜予「右庶長」爵位。後因左機關長任缺，獲女皇升任為「左機關長」。
由於過目不忘，只看一眼便記起墨衡的「征天」機關術結構圖。助女皇基業完成了多種機關獸發明，且繼續研發征天。中途與苻殷再次相遇時談到會視墨衡為競爭目標而超越他在帝國時成就。
在第八集與苻寧的對談中得知他已獲女皇升任為第十七級「駟車庶長」。第十集因為被發現窩藏反抗軍苻寧，連降四級爵位為「中更」。
最後決心斬斷不幸的連鎖，為幫助反抗軍而駕駛着機關獸，破壞了征天的「龍脈弁」護罩，因而被黑火逆流弄致雙眼失明。
後與殷表面心跡，指當年自己的錯誤令大家心意錯過也間接傷害了寧，殷感同身受認為自己也同樣，互相真誠地道歉。
結尾和苻寧、雲狐一同生活。
雲（聲：能登麻美子（日本））
身份成謎，只知道經「天書」召喚出的木甲少女，長相酷似車芸，可變身成具有強大戰鬥力的「雲狐」木甲獸。
在第六集表明自己的主人為春秋時代的車芸。（注意：由於劇中不斷生剋轉變和角色穿越會改變歷史進程，所以雖然是同一人，但經歷也會有所不同。）
最後變身為「雲狐」與殷、釗、寧三人逃出了征天大型要塞。
結尾和蒲釗、寧一同生活。

### 太白帝國
龍澄（聲：上坂堇（日本））
太白帝國的少女皇帝，三年前登基繼位，接替遇刺身亡的父親，私下認蒲釗為哥哥。初時對於太白帝國濫殺平民一事並不知情。
在一次與龐夫人的戰鬥中的機遇下，才回憶起自己當年是因力量失控下而誤殺了父親龍驍的兇手，內心悲痛萬分。
得知蒙忌下的戰書後，決心以天命為歸而不讓出太白宮。
最後以認為自己沒有什麼更重要的東西可以失去的理由，接受了自己身為帝皇的天命後，持續征戰各個領土。
能使用全屬性法術，但尚無法主動控制自身力量。
商嶽（聲：千葉翔也（日本））
太白帝國的左丞相，處事方法較為強硬，雖然三年前早知道澄是殺死龍驍的真凶，但還是為國家而輔助龍澄。
百里貞（聲：金月真美（日本））
太白帝國的右丞相，處事方法較為溫和，與商嶽一起輔佐龍澄。
蒙忌（聲：白井悠介（日本））
太白帝國軍的機關總帥。看不起身為奴隸出身的蒲釗，與蒲釗時有衝突。原爵位為關內侯，因強行徵召蒲釗未完成的新機關獸討伐叛軍且失敗，被皇帝龍澄降爵一級為大庶長。對此更加厭惡蒲釗。與龐夫人密謀推翻龍澄帝位。
受皇帝龍澄命令征戰擴張帝國國土，但卻濫殺平民，蒲釗為其所領軍的機關西征部隊的戰利品（奴隸）。
意圖在得到使用征天的實權後，向皇帝龍澄下戰書，除非她讓出太白帝國，否則會使用征天的高火力將玄京首都消滅。
結尾由於征天系統的龍脈弁被破壞的關係，使用黑火炮失敗後，因征天內部爆炸而死亡，致其野心失敗。
辛無恤（聲：龜山雄慈（日本））
太白帝國軍的機關都尉，蒲釗的部下。後因領導游擊機關部隊屢屢擊敗反抗軍升任為後將軍。
最後救出了被蒙忌囚禁的蒲釗。
龐夫人（聲：伊藤美紀（日本））
太白帝國前任君主龍驍的夫人之一，因龍驍冷落母女倆人，對此懷恨在心，後與蒙忌密謀推翻龍澄帝位。
指派刺客刺殺原太白王龍驍及女兒龍澄，惟龍澄逃過一劫。後在龍涓面前企圖親手殺死龍澄未遂，被龍澄以法術反殺，死後還是依照宮條斬首。
使用水屬性法術。
龍驍（聲：石井康嗣（日本））
太白帝國前任君主，三年前與刺客交戰時身亡。實則是被龍澄誤殺。
安策（聲：鹽屋翼（日本））
太白帝國官員，為人貪婪，多次向村莊押下重稅。角色原型來自遊戲《軒轅劍外傳 楓之舞》，但由於平行時空的不同，只可視為與遊戲中安策為同一人的官方彩蛋角色。
龍涓（聲：遠藤璃菜（日本））
原太白王龍驍與龐夫人所生的女兒，龍澄的同父異母妹妹。
由於從小已被龐夫人操控成為傀偶，以致產生無情的性格，到龐夫人死在面前也毫無感覺，只是覺得世界上又少了一個壞人而已。
梨香（聲：東城日沙子（日本））
蒲釗府邸的侍女，能使用火系法術，負責照顧寧。
最後見識了征天黑火炮的威力。

### 反抗軍
項楚（聲：津田健次郎（日本））
反抗軍首領人物，收養了檀越之、慕輿柔、欒提熾等人，擅長劍術及法術。
為光系黑火鎧甲的持有者。
在遊戲《蒼之濤》中為「七曜使者」之一遊戲中的「日曜使者」，與史實中的歷史人物苻堅為同一靈魂的不同時代人物。
檀越之（聲：東地宏樹（日本））
為反抗軍成員，童年故鄉被太白帝國所滅，後被項楚收為義子，擅長雷系法術。
為雷系黑火鎧甲的持有者。
在遊戲《蒼之濤》中為「七曜使者」之一遊戲中的「月曜使者」。
慕輿柔（聲：青木瑠璃子（日本））
為反抗軍成員，項楚義女，擅長水系法術。
為水系黑火鎧甲的持有者。
在遊戲《蒼之濤》中為「七曜使者」之一遊戲中的「水曜使者」。
拓跋淵（聲：八代拓（日本））
為反抗軍成員，常常和參狼一同行動，被參狼尊稱為淵哥，擅長劍術，在一次遇見苻殷後告訴持得天書和軒轅劍的人具有與名為“天命”的義務。
為金系黑火鎧甲的持有者。
在遊戲《蒼之濤》中為「七曜使者」之一遊戲中的「金曜使者」。
欒提熾（聲：堀井茶渡（日本））
為反抗軍成員，原本出身於遊牧民族，家鄉遭太白軍襲擊時，與母親為項楚所救，視項楚為恩人，擅長火系法術。
為火系黑火鎧甲的持有者。
在遊戲《蒼之濤》中為「七曜使者」之一遊戲中的「火曜使者」。
參狼（聲：山谷祥生（日本））
為反抗軍成員，常常和拓跋淵一同行動，尊稱拓跋淵為淵哥，擅長土系法術。
為土系黑火鎧甲的持有者。
常因意見不合跟苻寧因為一些事吵架。
在遊戲《蒼之濤》中過去只被欒提熾提及到有一位前土曜使者，可能正是參狼。
墨衡（聲：牛山茂（日本））
原為太白帝國的首席機關師，相當關照身為銅木奴隸的蒲釗，後背叛太白帝國，投靠反抗軍，為叛軍製作黑火鎧甲。
故事現階段最後為平民未曾知道除了「七曜使者」外的另一位穿着黑火鎧甲隊員。
在遊戲《蒼之濤》中為「七曜使者」之一遊戲中的「土曜使者」，與遊戲《蒼之濤》的主角桓遠之為同一靈魂的不同時代人物。

## 與原作差異
國名
劇中的原為《蒼之濤》的秦國改為太白帝國，取其因太白就是金星的古稱，而金在五行當對應的方位便是西方的秦國。而晉國則改為太辰國，因古代稱水星為辰星，辰星屬北方，晉國偏北故稱為太辰國。
据五德終始說秦與前秦属水，晉與後晉属金，被颠倒生剋。

## 主題曲
片頭曲
作詞：岩里祐穗，作曲：吉木繪里子，編曲：華原大輔、吉木繪里子，主唱：水樹奈奈
片尾曲
作詞、作曲、編曲：山田龍平，主唱：9nine

## 各話列表
| 話數     | 日文標題 | 中文標題   | 劇本     | 分鏡     | 演出               | 作畫監督                                                                             | 總作畫監督                    |
| -------- | -------- | ---------- | -------- | -------- | ------------------ | ------------------------------------------------------------------------------------ | ----------------------------- |
| 第一話   |          | 濫觴之故   | 高山克彥 | 渡邊浩   | 渡邊浩             | 龜谷響子、桂木杏、山村俊了                                                           | 龜谷響子                      |
| 第二話   |          | 追憶之業   | 高山克彥 | 渡邊浩   | 吉田俊司           | 吉田和香子、蒼依雙葉、吉田龍一郎                                                     | 吉田和香子、蒼依雙葉          |
| 第三話   |          | 悲嘆之刀   | 高山克彥 | 渡邊慎一 | 渡邊正彦           | 桂木杏、中島美子、山村俊了                                                           | 蒼依雙葉                      |
| 第四話   |          | 天命之戲   | 高山克彥 | 福島宏之 | 上野壯大、渡邊正彦 | 森田實、野道佳代、藤田正幸、吉田和香子                                               | 龜谷響子                      |
| 第五話   |          | 雄飛之勇   | 高山克彥 | 渡邊慎一 | 又野弘道           | 蒼依雙葉、安部正己、山村俊了、小野晃 白川茉莉、菊地功一、中島美子、田中綠 水野友美子 | 蒼依雙葉                      |
| 第六話   |          | 二人之絆   | 高山克彥 | 福島宏之 | 佐佐木澄人         | 中嶋忠二、Wang Ming                                                                  | 吉田和香子                    |
| 第七話   |          | 錯綜之念   | 高山克彥 | 新留俊哉 | 吉田俊司           | 、横山紗弓、浅井昭人、森本浩文                                                       | 龜谷響子                      |
| 第八話   |          | 黑火之鎧   | 高山克彥 | 渡邊慎一 | 渡邊正彦           | 桂木杏、藤田正幸、吉田龍一郎、山村俊了                                               | 吉田和香子                    |
| 第九話   |          | 謀略之宮   | 高山克彥 | 福島宏之 | 関大               | 松本和志                                                                             | 蒼依雙葉                      |
| 第十話   |          | 詰問之雫   | 高山克彥 | 渡邊慎一 | 上野壮大           | 吉岡敏幸、中山岳大、中島美子、山村俊了 宇都木勇、渡邊浩                              | 龜谷響子、吉田和香子          |
| 第十一話 |          | 愛憎之刃   | 高山克彥 | 福田道生 | 吉田俊司           | 山田正樹、龜谷響子、南伸一郎、青野厚司 宇都木勇、齊藤香織、                          | 龜谷響子、吉田和香子          |
| 第十二話 |          | 忘却之罪   | 高山克彥 | 福島宏之 | 渡邊正彦           | 山村俊了、細山正樹、壽門堂                                                           | 苍依双叶、吉田和香子          |
| 第十三話 |          | 天空之要塞 | 高山克彥 | 川瀨敬文 | 渡邊浩、又野弘道   | 中山岳洋、吉田龍一郎、森悦史 宇都木勇、安藤真喜、服部益实 山村俊了、南伸一郎、渡邊浩 | 龜谷響子、吉田和香子 蒼依雙葉 |

## 同名遊戲
同名手機遊戲由上海軟星研發、藍港遊戲發行，目前僅有中文版。

### 世界觀
時間點為動畫本編結束後約十一個月所發生的事情，描寫太白帝國和宣陀軍交戰的經過。

### 人物
試驗體7485（玩家）
原隸屬於太白帝國巡邏隊，因一次與宣陀的戰爭中身受重傷因而斷臂，後被太白帝國的梨香救回植入新的機關臂，似乎回憶中一名手持白色薔薇的女孩是他的妹妹。
被梨香推舉為機關輔軍特種部隊中精英，皇帝屬下的伍長，由於已被編製成機關宮，所以不能回到過往的隊伍中。
梨香
太白帝國醫生，原為蒲釗屬下的侍女。
之後為决定承繼蒲釗的機關術而達至天才的境界，與蒲釗不同的是由於多專注人體與機關術的結合，而被冠以"醫生"之名。
已知與動畫的侍女梨香是同一人。
郗云曉
梨香的助手，機關宮的一員，熱衷於機關術的研究，認為機關術能造福人民。
外貌形似女性實為男性，守衛軍時期常常被誤會為女孩子。
袁烈山
太白帝國士兵，隸屬於守衛軍的屯長，負責前線指揮作戰，初期因意見分歧與主角起衝突，後來漸漸肯定主角的能力。
昭陽君
梨香等人對蒲釗的稱呼。
牧霄雲
太白帝國的百將，隸屬於機關軍
負責傳達密報和偵察，職位大於伍長和屯長。
婁野
第二章登場的角色，初見主角時以友軍的身份出現從而成為夥伴。
在第二章尾段對石驚虎一戰中，因協助同伴功勞而通過了主角的考驗，被主角推舉為機關宮護衛隊一員，後因為不想清潔機關獸而逃離回主角身邊。

## 外部連結
- 電視動畫「軒轅劍·蒼之曜」官方網站 （页面存档备份，存于）（日語）（简体中文）（繁體中文）